# نقص تنسج خلايا لايديغ
نقص تنسج خلايا لايديغ، أو عدم تنسج خلايا لايديغ، المعروف أيضًا باسم عدم تخلق خلايا لايديغ، هو متلازمة غدية ووراثية جسمية متنحية نادرة تصيب نحو واحد من مليون إنسان ذي صيغة وراثية ذكرية. تتميز بعدم قدرة الجسم على الاستجابة للهرمون الملوتن أو الهرمون المنشط للجسم الأصفر، وهو موجه للغدد التناسلية المسؤولة عادةً عن تحريض خلايا لايديغ في الخصيتين لإنتاج هرمون التستوستيرون وغيره من الهرمونات الأندروجينية الجنسية. تظهر الحالة على شكل خنوثة كاذبة، بأعضاء تناسلية غير متطورة جزئيًا أو كليًا، وقصور الغدد التناسلية مع فرط مُوجِّهة الغدد التناسلية (إنتاج متناقص أو ضئيل من الستيروئيدات الجنسية من قبل الأقناد، على الرغم من المستويات المرتفعة من موجهات الغدد التناسلية في الدوران)، وبلوغ ناقص أو غائب (نقص تطور الصفات الجنسية الثانوية، ما يتسبب بطفالة جنسية إن تُرك دون علاج) والعقم.
لا يظهر نقص تنسج خلايا لايديغ لدى الإناث بيولوجيًا، إذ لا يملكن خلايا لايديغ أو خصيتين. ومع ذلك، فسبب الحالة لدى الذكور والذي يتمثل بانعدام الحساسية للهرمون الملوتن يؤثر على الإناث، ونظرًا لأن الهرمون الملوتن يلعب دورًا في الجهاز التناسلي للأنثى، يمكن أن يتسبب بانقطاع الطمث الأولي أو ندرة الطموث (غياب أو قلة الدورة الشهرية) والعقم الناتج عن انقطاع الإباضة وكيسات المبيض.
إحدى الحالات ذات الصلة هي انعدام الحساسية تجاه الهرمون المحرض لنمو الجراب، والتي تظهر بأعراض مشابهة لنقص تنسج خلايا لايديغ، لكنها متعاكسة بين الجنسين (على سبيل المثال: قصور الغدد التناسلية وطفالة جنسية في الإناث ومشاكل في الخصوبة لدى الذكور). على الرغم من أسبابها المتشابهة، فعدم الحساسية لهرمون المحرض لنمو الجراب يعتبر أقل شيوعًا مقارنة بعدم الحساسية للهرمون الملوتن.

## الأعراض
تشمل أعراض نقص تنسج خلايا لايديغ الخنوثة الكاذبة، مثل تأنث الأعضاء التناسلية أو الأعضاء المبهمة أو ناقصة التطور نسبيًا بشكل معتدل، كالقضيب الصغير جدًا، أو الفتحات البولية التحتية، أو غياب الأعضاء التناسلية الظاهرة، كعدم هبوط الخصيتين، وتفاوت الهوية الجندرية الأنثوية، قصور الغدد التناسلية مع فرط موجهة الغدد التناسلية (قصور الغدد التناسلية على الرغم من المستويات المرتفعة من موجهة الغدد التناسلية)، بلوغ متأخر أو معيب أو غائب كليًا ونقص كامل في تطور الصفات الجنسية الثانوية (الطفالة الجنسية)، خصوبة معيبة أو عقامة تامة، قامة طويلة (بسبب الانغلاق المتأخر للصفائح المشاشية)، نسب هيكلية مخصية، نضج عظمي متأخر أو غائب وهشاشة عظام.

## السبب
يحدث نقص تنسج خلايا لايديغ بسبب طفرات وراثية في «LHCGR»، وهو جين يشفر مستقبلات الهرمون الملوتن المنشط للجسم الأصفر/موجهة الغدد التناسلية المشيمائية (LH/hCG). يعمل الهرمون الملوتن عادة خلال هذه المستقبلات لتحريض نمو خلايا لايديغ في الخصيتين وإنتاج الأندروجينات مثل التستوستيرون والديهدروتستوستيرون من قبل هذه الخلايا. ولكن في نقص تنسج خلايا لايديغ، توجد قابلية منخفضة لمستقبلات (LH/Hcg) للاستجابة للهرمون الملوتن. ينتج عن ذلك غياب أو نقص تنسج خلايا لايديغ وضمور الخصية ومستويات أندروجين أدنى من الطبيعي. في الأشكال الأكثر شدة من هذه الحالة، والتي تتصف بنقص كامل في استجابة خلايا لايديغ للهرمون الملوتن، يكون إنتاج الأندروجينات من الخصيتين ضئيلًا، وتفشل الصفات الجنسية الثانوية بالتطور بشكل كامل أثناء البلوغ.

## التشخيص
نظرًا لأن خلايا سيرتولي لا تتأثر بنقص تنسج خلايا لايديغ، يُفرز الهرمون المضاد لمولر بشكل طبيعي، وبالتالي لا توجد بنى مولرية. تكون بنى وولف، مثل البروستات والأسهر والبربخ، حاضرة. في النمط الأول، تظهر الخصى البطنية في التصوير بالأمواج فوق الصوتية. أما في النمط الثاني قد تكون الخصى هابطة أو غير هابطة.
لا يبدي الأشخاص الذين يعانون من نقص تنسج خلايا لايديغ من النمط أي استجابة لاختبار تحريض هرمون hCG؛ ولا توجد زيادة في المستويات المصلية من هرمون التستوستيرون والديهدروتستوستيرون. يمكن أن يظهر نقص تنسج خلايا لايديغ من النمط الثاني إما بارتفاع واضح في مستويات هرمون التستوستيرون أو عدم ارتفاعها على الإطلاق.
يُؤكَّد التشخيص بأخذ خزعة من الخصيتين، وكشف وجود خلايا لايديغ غائبة أو ناقصة التنسج. وفي الحالة المرضية يكون الجزء الداخلي من الخصية رماديًا ومخاطيًا، ويظهر توقف تكوين الحيوانات المنوية ووجود خلايا سيرتولي. يمكن أيضًا تأكيد التشخيص من خلال البحث عن طفرات في الجين المسؤول عن مستقبلات الهرمون الملوتن.
عادة ما يُشخَّص نقص تنسج خلايا لايديغ لدى حديثي الولادة، بعد اكتشاف الأعضاء التناسلية المبهمة، أو عند البلوغ حين يفشل تطور الصفات الجنسية الثانوية. يعد البلوغ الوقت الأكثر شيوعًا لتشخيص نقص تنسج خلايا لايديغ.

## العلاج
يمكن علاج مرضى نقص تنسج خلايا لايديغ بالمعالجة المعيضة للهرمونات (على سبيل المثال، بواسطة الأندروجينات)، مما يؤدي إلى نمو جنسي طبيعي وزوال معظم الأعراض. في حال كان لدى المريض 46 صبغي XYأي صيغته الوراثية ذكرية وكان أنثى بالمظهر النموذجي، ويعتبر جنسه أنثويًا، ويجب إعطاؤه الأستروجين بدلًا من الأندروجينات. قد يتطلب العلاج تصحيحًا جراحيًا للأعضاء التناسلية وإذا اقتضى الأمر، تُجرى عملية تثبيت الخصية أيضًا، أي نقل الخصيتين غير الهابطتين إلى الصفن.